# Túpolev Tu-444
El Túpolev Tu-444 es un proyecto de avión supersónico de negocios (SST) de la compañía rusa Tupolev cuyo estado es actualmente desconocido. No es el primer diseño de avión supersónico de la compañía pues ya ha diseñado y llevado a cabo otros modelos como el Túpolev Tu-244 y el Túpolev Tu-144 de pasajeros y el Tu-22, Tu-22M y Tu-160 militares.

## Especificaciones (Tu-444)

### Características generales
- Tripulación: 2 pilotos y un asistente de vuelo
- Capacidad: 6-10 pasajeros
- Longitud: 36 m
- Envergadura: 16.2 m
- Altura: 6.51 m
- Superficie alar: 136 m²
- Peso vacío: 19,300 kg
- Peso máximo al despegue: 41,000 kg
- Planta motriz: turbofan NPO Saturn AL-32M.

### Rendimiento
- Velocidad crucero (Vc): Mach 2, 2125 km/h
- Alcance: 7,500 km
- Radio de acción: km
- Alcance en combate: km
- Alcance en ferry: km